# Nora Angehrn
Nora Angehrn (Zürich, 17 maart 1980) is een golfster uit Zwitserland, Ze was jarenlang de beste golfster van haar land en speelde daarna op de Ladies European Tour (LET).

## Amateur
Angehrn won in 1994 en 1999 het nationaal kampioenschap junioren. In 2001 zowel het nationaal matchplay-kampioenschap als het stokeplay-kampioenschap. Dat jaar bereikte zij ook de finale in het Spaans Internationaal Kampioenschap (junioren)
Angehrn studeerde aan de San Diego Golf Academy waar ze een graad haalde in golf-management. 

### Gewonnen
- 1994: Nationaal Kampioenschap junioren (U14)
- 1999: Nationaal Kampioenschap junioren (U21)
- 2000: Nationaal Kampioenschap matchplay, Zwitsers Amateur
- 2001: Nationaal Kampioenschap matchplay en strokeplay, Zwitsers Amateur
- 2004: Nationaal Kampioenschap matchplay, Zwitsers Amateur

### Teams
- Europees Landen Team Kampioenschap (ELTK meisjes): 1995, 1997
- Europees Landen Team Kampioenschap (ELTK t/m 21): 1996, 1998
- Europees Landen Team Kampioenschap (ELTK dames):  1999, 2001, 2003
- Espirito Santo Trophy:  2000, 2002, 2004
- World University Championship: 2002

## Professional
In 2004 eindigde Angehrn op de 3de plaats bij de Tourschool, ze werd professional en werd een vaste verschijning op de LET. 

Het jaar 2006 was haar beste seizoen. Ze behaalde op de LET twee top-10 plaatsen en eindigde ze op de 41ste plaats van de New Star Money List. Ze speelde dat jaar ook in Zuid-Afrika, waar ze enkele overwinningen behaalde.

Seizoen 2007 liep slecht, eind 2007 moest ze terug naar de Tourschool, vestigde daar met een score van 65 een nieuw baanrecord en eindigde op de 8ste plaats, zodat ze in 2008 weer op de LET kon spelen. 
Ze is lid van de Zumikon Golf Club in Zürich.

### Gewonnen
Nationaal
- 2006: PGA Matchplay Kampioenschap

Ladies & Legends Tour South Africa
- 2005: WGA Classic

Women's Tour South Africa
- 2006: Pam Golding International